# Bliaut
Bliaut var ett klädesplagg i Europa under medeltiden. Det var en tunika buren av både män och kvinnor under 1000- och 1200-talen. 
Under denna tid bars två tunikor över en linnesärk, och bliauten utgjorde den övre tunikan. Den var tätsittande på överkroppen, och vidgades sedan från höfterna med hjälp av kilar. Typiska var de långa ärmarna, som var smala ned till armbågen och sedan vidgade sig och blev mycket långa och kunde räcka ända ned till fötterna. 
Både män och kvinnor bar fotsid bliaut med bälte om höften. I Frankrike fanns dock en version av bliaut kallad bliaut girone som bars enbart av kvinnor, och där livet var urringat och tycks vara skuret separat från den vida kjolen och ibland buret till en gördel. Mäns bliaut kunde också bäras med slits i sidan. 
Principen med två tunikor över en särk bars i hela det kristna Europa under denna tid, men bliaut-tunikan med dess specifika skärning är bara bekräftad till Frankrike och England - Frankrikes och Englands drottning Eleonora av Akvitanien och hennes hovdamer bar den - den finns dock avbildad i skulpturkonsten i både Tyskland och Italien. 
Under 1200-talet fasades bliauten gradvis ut till förmån för surkoten, som helt ersatte den på 1300-talet.  

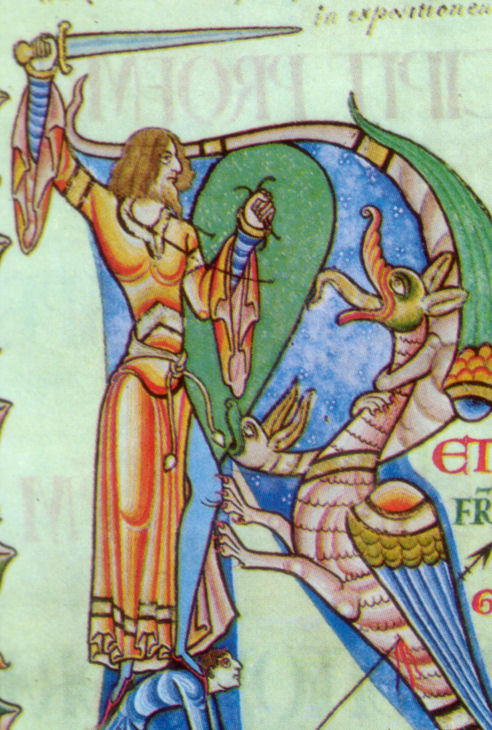
1100-talet typiska figurnära bliaut med hängande ärmar, här buren av en man.
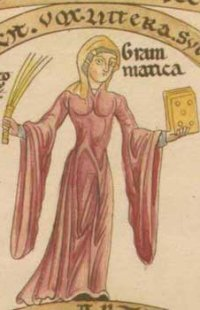
1100-talet typiska figurnära bliaut med hängande ärmar, här buren av en kvinna.